# لیک فورست (ایلینوی)
لیک فورست، ایلینوی (به انگلیسی: Lake Forest, Illinois) یک شهر در ایالات متحده آمریکا با جمعیت ۱۹٬۳۷۵ نفر است که در ایلی‌نوی واقع شده‌است.

## موقعیت جغرافیایی
لیک فورست در منطقه «نورث شور» (North Shore) از ناحیه  شیکاگو، در موقعیت جغرافیایی 42- 14 ′ 5 ″ N 87 ° 51-3 ″ W (42.234788 ، -87.851042) واقع شده است. 
براساس سرشماری سال 2010 ، مساحت تمامی ناحیه لیک فورست  17.246 مایل مربع (44.67 کیلومتر مربع) است که 17.18 مایل مربع (44.50 کیلومترمربع) (یا 99.62٪) زمین و 0.066 مایل مربع (0.17 km2) (یا 0.38٪) است. آب است.